# Auslandsstudium

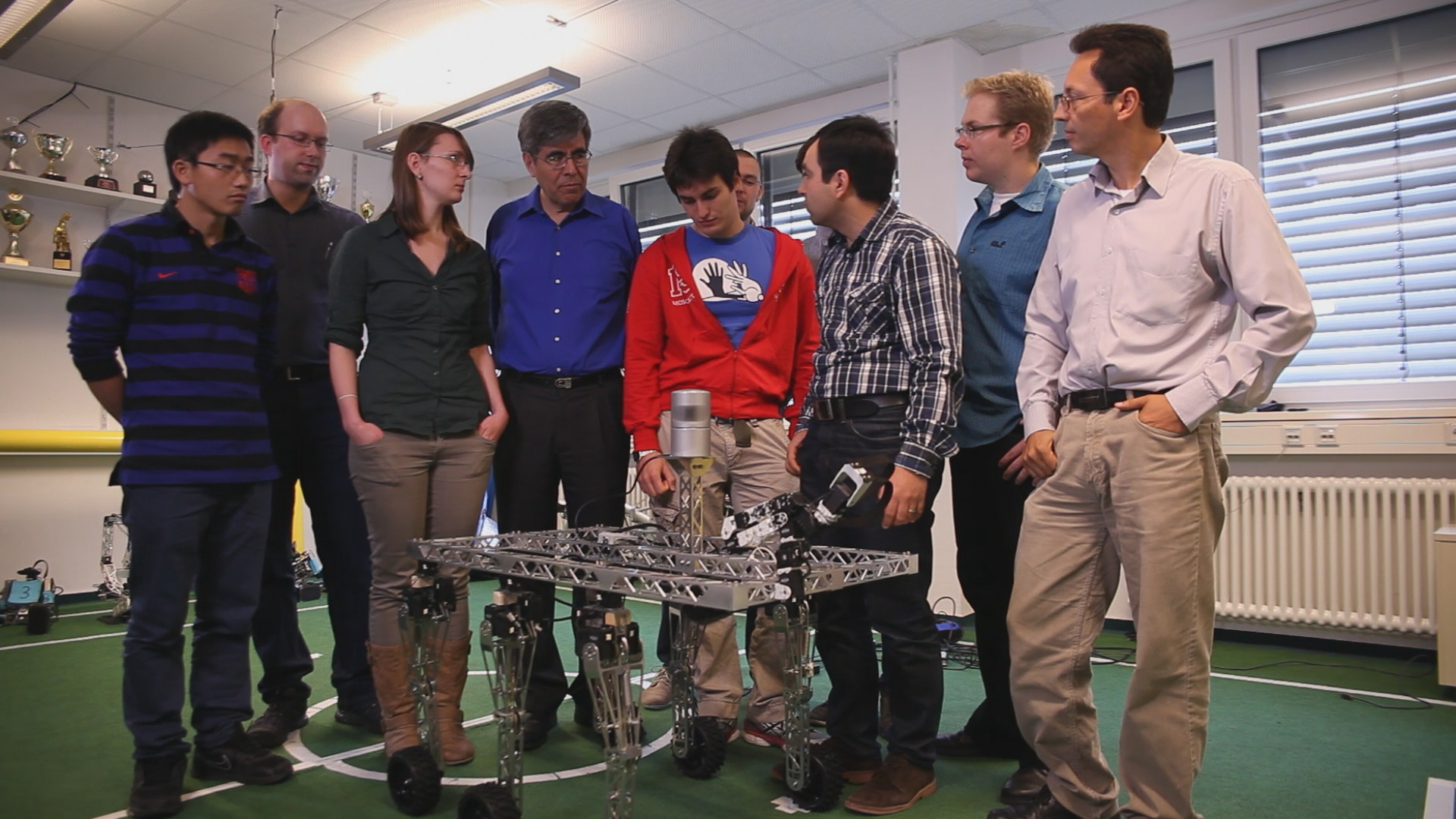
Internationale Studenten an der TU Berlin

Ein Auslandsstudium ist ein Studium, das vollständig oder teilweise an einer ausländischen Hochschule abgeleistet wird. Es kann einen Studienaufenthalt von ein bis zwei Semestern in einem anderen Land, einen international integrierten Studiengang oder ein vollständiges Studium im Ausland bezeichnen. Bei längeren Studienabschnitten im Ausland oder bei international integrierten Studiengängen ist es häufig möglich, neben dem deutschen Hochschulabschluss zusätzlich einen ausländischen Hochschulabschluss zu erwerben.

## Allgemeines
An vielen Hochschulen in Deutschland ist es üblich oder durch die Studienordnung verpflichtend, einen Teil des Studiums im Ausland zu verbringen. Die Anzahl der teilnehmenden Studenten ist durch die Internationalisierung der Hochschulen, vermehrte finanzielle Förderung des Auslandsaufenthalts, das erhöhte Angebot an englischsprachigen Vorlesungen, die Angleichung der Studienabschlüsse in der EU und die erleichterte gegenseitige Anerkennung von Studienleistungen (European Credit Transfer System) über den Bologna-Prozess in den letzten Jahrzehnten stark angestiegen. Auch durch die in Teilen durch Studienordnungen vorgegebene Verpflichtung steigt die Anzahl der Auslandsaufenthalte. Es gibt viele Möglichkeiten, den Weg ins Ausland anzutreten.
Zuständig für die Betreuung sowohl der Studenten, die ins Ausland wollen, als auch ausländischer Studenten an deutschen Hochschulen ist das Akademische Auslandsamt. Ein Akademisches Auslandsamt findet sich in der Verwaltung jeder Hochschule und berät Interessierte bezüglich des Studienaufenthalts im Ausland, vermittelt Studienplätze, unterrichtet über Fördermöglichkeiten und Stipendien und unterstützt Studenten bei der Anerkennung der im Ausland erbrachten Studienleistungen.
Ein viel beschrittener Weg ist die Nutzung eines Austauschprogramms, das auf Instituts-, Fakultäts-, Universitäts- oder Landesebene angesiedelt sein kann. In allen Fällen hilft es weiter, etwa durch Beratungsangebote oder die direkte Vermittlung eines Studienplatzes an einer Partneruniversität.
Eine weitere Möglichkeit besteht in der direkten Bewerbung bei der ausländischen Hochschule. Stehen keine geeigneten Austauschprogramme zur Verfügung oder ist ihre Zahl an Plätzen begrenzt, bietet sich diese Form der individuellen Planung an. Organisiert man sein Auslandssemester selbständig, so wird man (vor allem bei den ERASMUS-Programmen) als Freemover bezeichnet. Auch hierbei hilft das Auslandsamt, vor allem durch die Bereitstellung von Informationsmaterial und persönlicher Beratung.

## Motive
Verschiedene Motive können zu einem Auslandsstudium eine Rolle spielen:
- Einblicke in das eigene Studienfach von einem ausländischen Blickwinkel heraus,
- Verbesserung der eigenen Fremdsprachenkenntnisse,
- Kennenlernen eines neuen Landes und dessen Kultur,
- Bildung eines Netzwerks aus internationalen Kontakten, z. B. durch das Alumni-Netzwerk der ausländischen Hochschule, durch Studentenverbindungen wie die z. B. die Fraternities und Sororities angloamerikanischer Hochschulen und durch persönliche Kontakte,
- Verbesserung des Lebenslaufs durch Auslandserfahrungen bei späteren Bewerbungen,
- Vorteil aus besseren Rahmenbedingungen und Studienangeboten im Ausland,
- Erwerb eines zusätzlichen Studienabschlusses (Doppeldiplom),
- Umgehung eines Numerus clausus an deutschen Universitäten,
- Umgehung eines an deutschen Hochschulen bestehenden Immatrikulationshindernisses z. B. durch das endgültige Nichtbestehen einer notwendigen Prüfung,
- Leichtere Möglichkeiten einen weiterführenden oder postgradualen Hochschulabschluss zu erwerben,
- Erfüllung der Pflicht aus der Studienordnung,
- Wunsch nach Übersiedlung in das Gastland und Aufnahme einer beruflichen Tätigkeit im Ausland.

Im Nachhinein geben 90 Prozent der Teilnehmer des Erasmus-Programmes an, in ihrem Selbstvertrauen gestärkt worden zu sein.

## Möglichkeiten

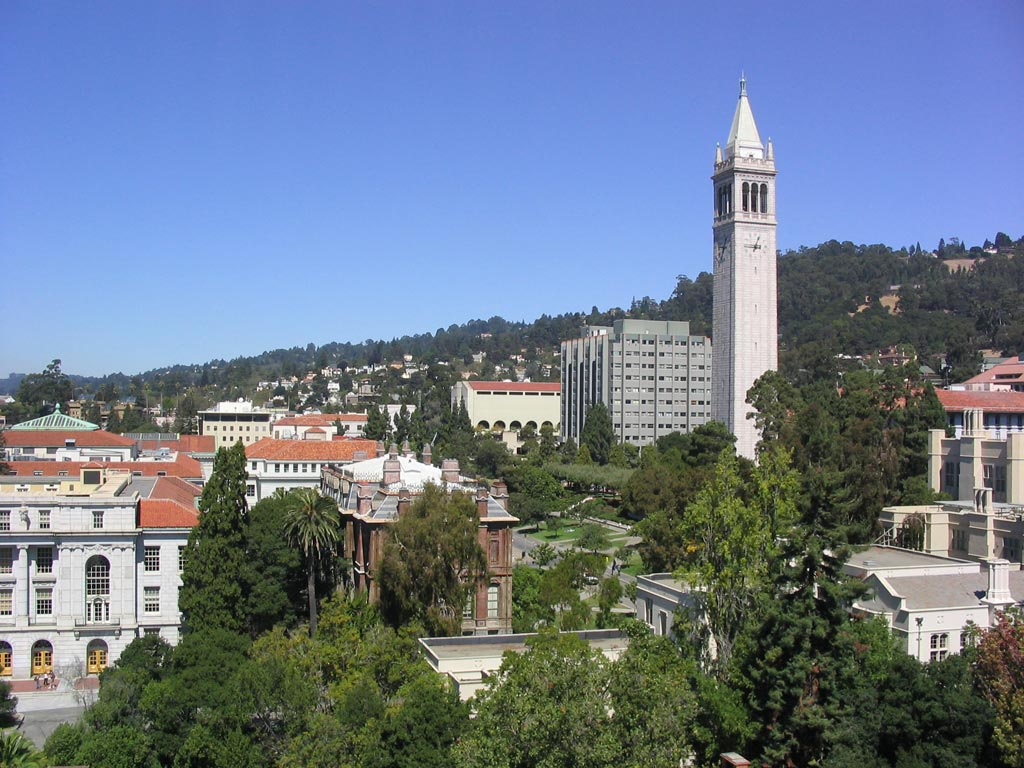
University of California, Campus Berkeley

An ausländischen Hochschulen werden Angebote in einer Fremdsprache oder unter Umständen auf Deutsch gemacht. Viele Universitäten außerhalb des englischsprachigen Raums richten Studiengänge ein, die komplett auf Englisch durchgeführt werden, sodass es nicht mehr unbedingt erforderlich ist, die Landessprache des Gastlandes zu beherrschen, um dort zu studieren.
2004 wählten deutsche Studenten im Ausland zu etwa 30 % Deutsch als Unterrichtssprache, zu etwa 30 % Englisch, zu etwa 10 % Französisch und zu etwa 10 % Spanisch. 20 % entschieden sich für andere Sprachen. Die zunehmende Tendenz zum Auslandsstudium in deutscher Sprache hat folgende Ursachen:
- Immer mehr ausländische Universitäten richten deutschsprachige Studiengänge ein.
- Deutsche Studenten wollen den Vorlesungen besser folgen können.
- Deutsche Studenten wollen Klausuren im Ausland mit besseren Noten als bisher abschließen.
- Deutsche Studenten wollen an ausländischen Forschungsprojekten gleichberechtigt teilnehmen können.
- Durch Zulassungsbeschränkungen (Numerus clausus) an deutschen Universitäten war im Inland kein Studienplatz zu bekommen. Im Ausland war dagegen ein Studienplatz nach einem anderen Auswahlverfahren erhältlich (Beispiel: Medizin in Ungarn)

Mittlerweile gibt es außerhalb des deutschen Sprachraums über 700 deutschsprachige Studiengänge. Man findet sie in vielen Ländern, so zum Beispiel in Finnland, der Volksrepublik China, Ungarn oder den USA. Allein das Fach Betriebswirtschaft kann weltweit an über 40 Hochschulen auf Deutsch erlernt werden, Jura wird über 20 Mal angeboten. Deutschsprachige Medien-Studiengänge sind zehnmal im Ausland zu finden.
In Österreich und der Schweiz findet man natürlich ebenfalls deutschsprachige Studienmöglichkeiten.
Für Studenten, die in Deutschland einen Abschluss anstreben, stellt sich häufig die Frage, ob danach ein weiterer Abschluss im Ausland angestrebt werden soll oder ob nur ein oder zwei Austauschsemester ohne Abschluss das Ziel sind. Der Austausch über Programme wie ERASMUS bringt zwar meist den Wegfall der Studiengebühren, garantiert aber nicht, dass ein ausländischer Abschluss erworben werden kann.
Anders in Ländern mit gestuften Studiensystemen. In Frankreich zum Beispiel ist es leicht, nach dem Vordiplom oder der Zwischenprüfung ins Jahr der Licence oder nach 6 Semestern mit den entsprechenden Leistungen von zwei Hauptseminarscheinen in das Jahr der Maitrise eingestuft zu werden und den entsprechenden Abschluss zu machen, der seinerseits wieder auf das deutsche Endexamen angerechnet werden kann.

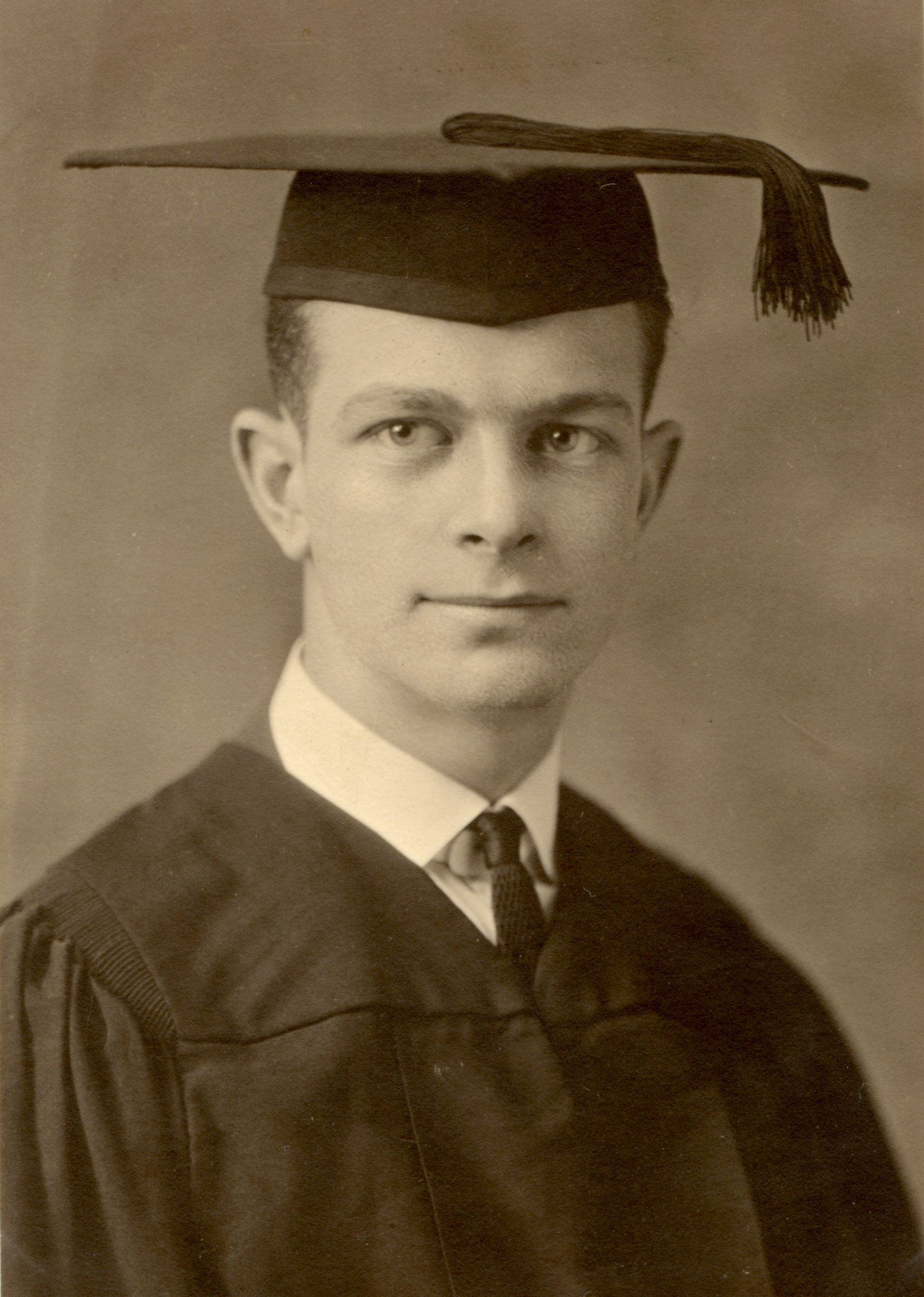
Porträt Linus Pauling bei der Graduierung USA 1922,
1926/27 Auslandsstudien in München, Kopenhagen und Zürich

Absolventen der Maitrise kann im Allgemeinen die deutsche Abschlussarbeit, beispielsweise die Abschlussarbeit im Staatsexamen, und ein Hauptseminarschein erlassen werden. Eine Zulassung zur Promotion ist ebenfalls direkt möglich. Auch im Bildungssystem der USA und des Vereinigten Königreichs (und den Ländern, die dieses System vom Mutterland übernommen haben) ist eine doppelte Integration der Studien möglich: Studenten aus dem deutschen System werden mit Vordiplom/Zwischenprüfung und zwei Semestern in den USA zu Graduate Studies, also zum einjährigen Studium für den Master zugelassen. Man kann hier, vor allem in den Geisteswissenschaften, oft auch optional einen Master mit Thesis (Abschlussarbeit) machen.
Seit der Umstellung der deutschen Studiengänge auf Bachelor/Master-Studien ist eine Eingliederung ins jeweils folgende Studium einfacher.

## Finanzierung

### Studiengebühren
An den meisten ausländischen Hochschulen sind Studiengebühren zu entrichten, die oft sogar höher sind als die für Inländer (u. a. Vereinigte Staaten, Vereinigtes Königreich, Australien). Deutschland gehört zu den wenigen Ländern weltweit, die keine oder nur geringe Studiengebühren erheben. In der EU besteht für deutsche Studenten der Vorteil, dass diese die Studiengebühren für Inländer zu bezahlen haben, während die Studiengebühren für EU-Ausländer wesentlich höher sein können (z. B. in Großbritannien).
Beim Gang ins Ausland über ein Austauschprogramm entfallen häufig die Studiengebühren, was vielen Studenten das Auslandsstudium angesichts der vielfach sehr hohen Gebühren überhaupt erst ermöglicht. In einigen Fällen wird Gebührenerlass nicht für alle Kurse gewährt, sodass in wenigen Fällen kein akademischer Grad/Abschluss möglich ist.
Gegebenenfalls lassen sich Studiengebühren über einen Bildungskredit finanzieren.

### Höhere Lebenshaltungskosten
Zum Ausgleich der höheren Lebenshaltungskosten und zur Förderung des Auslandsstudiums im Allgemeinen werden verschiedene Unterstützungsmöglichkeiten angeboten:
- leistungsunabhängige und einkommens- und vermögensunabhängige Förderungen: Am bekanntesten ist das durch den Deutschen Akademischen Austauschdienst (DAAD) gewährte Erasmusstipendium und zahlreicher weiterer Stipendien.
- leistungsunabhängige und einkommens- und vermögensabhängige Förderungen: Auslands-BAföG.
- leistungsabhängige Förderungen: Begabtenförderungswerke und Stipendienwerke bieten ihren Stipendiaten Auslandsstipendien an.

Eine Fülle von Organisationen und Stiftungen vergeben Stipendien, z. B. die Fulbright-Kommission für die USA, das Parlamentarische Patenschaftsprogramm, das Rhodes-Stipendium für Großbritannien, die Deutsch-Französische Hochschule oder das Deutsch-Französische Jugendwerk. Der DAAD führt zur Übersicht eine Stipendiendatenbank. Bei einigen wenigen Universitäten, vor allem bei US-amerikanischen, ist auch eine Finanzierung durch Hilfskraftstellen (Graduate Assistantships) oder hochschuleigene Stipendien möglich.

## Anerkennung
Meist ist das Auslandsstudium mit dem Ziel verbunden, im Ausland besuchte Kurse für das Studium in der Heimat anerkennen zu lassen, sodass sich die Gesamtstudiendauer nicht oder nur geringfügig verlängert. Je nach Universität und Fachbereich wird die Anerkennung der im Ausland belegten Kurse allerdings sehr unterschiedlich gehandhabt und hängt bisweilen von der persönlichen Einschätzung einzelner Professoren ab. Meist ist es wichtig, dass Kursinhalte, Kursintensität (Zahl der Semesterwochenstunden) und Prüfungsintensität (Dauer der Prüfung) ungefähr übereinstimmen; generelle Aussagen zur Anerkennung sind jedoch schwierig. Transparenter ist die Anerkennung von im Ausland erbrachten Studienleistungen innerhalb der EU durch den Bologna-Prozess und das Erasmus-Programm geworden. Durch die Einführung der gestuften Studien Bachelor/Master und die Einführung des Europäischen Credit-Transfersystems ECTS wird die Anerkennung vereinfacht.
Die Anerkennung ausländischer akademischer Grade ist gesetzlich geregelt. Die Genehmigung von außerhalb der EU erworbenen Graden muss beim zuständigen Kultus/Wissenschaftsministerium des Heimatbundeslandes beantragt werden (gebührenpflichtig, für Studenten ohne Einkommen auf Antrag meist kostenlos). Die Grade werden in der Regel in der Originalform mit Zusatz des Landes oder der verleihenden Universität genehmigt.

## Statistik
Nach einer Studie des Hochschul-Informations-Systems für das Wintersemester 2006/07 haben rund 23 Prozent der deutschen Studenten einen studienbezogenen Auslandsaufenthalt absolviert. Dabei waren 30 Prozent der Universitätsstudenten und 18 Prozent der Studenten von Fachhochschulen im Ausland. Etwa zwei Drittel der Studenten waren in Westeuropa, vor allem Großbritannien und Frankreich, 13 Prozent in Nordamerika und zehn Prozent in Ostmittel- und Osteuropa, vorwiegend Polen und Russland.
In Deutschland fangen jährlich rund 58.000 ausländische Studenten ein Studium an. Dazu kommen noch Studenten, die auch nur einen Teil ihres Studiums innerhalb von Austauschvereinbarungen hier absolvieren.
Im Jahr 2011 waren nach Angaben des Statistischen Bundesamtes etwa 133.800 deutsche Studenten an ausländischen Hochschulen eingeschrieben – 5.900 mehr als im Vorjahr. Die beliebtesten Zielländer für ein Studium im Ausland waren 2010 Österreich und die Niederlande.
- Österreich 22,9 %
- Niederlande 18,7 %
- Großbritannien 11,2 %
- Schweiz 10,4 %
- USA 7,0 %[5]

Laut dem Statistischen Bundesamt unterscheiden sich die Interessen der Studenten je nach Zielland. Im Fall eines Medizinstudiums werden Ungarn und Tschechien bevorzugt, um so den Numerus clausus in Deutschland zu umgehen.
Eines der beliebtesten Länder für ein Auslandsstudium stellen die USA dar:
- USA 56 %
- Großbritannien 40 %
- Deutschland 27 %
- Frankreich 22 %
- Australien 18 %[6]

Das Statistische Bundesamt stellt schrittweise darauf um, Auslandsstudenten nicht mehr nach der Staatsangehörigkeit zu definieren, sondern nach dem Konzept der „mobilen Studenten“. Auslandsstudenten aus Deutschland sind demnach Studenten mit Erwerb der Hochschulzugangsberechtigung in Deutschland, die im jeweiligen Gastland studieren. Diese Umstellung fand je nach Land zu einem anderen Zeitpunkt statt (Beispiele: Deutschland 2013, Niederlande 2013, Schweden 2016, Norwegen 2017, Neuseeland 2018, Schweiz 2018), was die Vergleichbarkeit der Berichtsjahre einschränkt.
Auch 2018 waren die beliebtesten Zielländer für ein Studium im Ausland Österreich und die Niederlande:
- Österreich 21,5 %
- Niederlande 15,8 %
- Vereinigtes Königreich 11,3 %
- Schweiz 8,5 %
- USA 6,8 %[8]
- (andere 36,2 %)

## Auslandsstudium in der DDR
Im sehr begrenzten Umfang war ein Auslandsstudium in der DDR möglich. Ein freies Bewerbungsverfahren fand wegen der fehlenden Berufs- und Bildungsfreiheit nicht statt, Interessierte mussten delegiert werden. Zentrale Ausbildungsstätte von Schülern zur Vorbereitung im ein Auslandsstudium war die Arbeiter- und Bauernfakultät Halle (ABF) - Institut zur Vorbereitung auf das Auslandsstudium, das der Universität Halle angegliedert und in den Franckeschen Stiftungen untergebracht war. Dieses unterlag einer intensiven Überwachung durch das MfS. Die ABF - IVA besuchten ausgewählte Schüler an Stelle einer Erweiterten Oberschule. Die meisten studierten anschließend in der Sowjetunion, gelegentlich aber auch in anderen sozialistischen Staaten. Insgesamt durchliefen etwa 18.000 Schüler diese Einrichtung.
Es gab vereinzelt auch Delegierungen an die Parteihochschule der KPdSU und von Offiziershochschulen der DDR an militärische Ausbildungseinrichtungen der Sowjetunion.

## Auslandsstudium im internationalen Vergleich
Studenten werden als „international“ eingestuft, wenn sie ihr Herkunftsland mit dem Ziel verlassen haben, im Ausland zu studieren. Studenten werden als „ausländisch“ eingestuft, wenn sie nicht Staatsbürger des Lands sind, in dem sie immatrikuliert sind. So definieren die UNESCO, die OECD und Eurostat für ihre Untersuchungen und Erhebungen.
Die OECD-Länder nehmen 73 % der im Ausland eingeschriebenen Studenten in den Ländern auf, die der OECD und dem UNESCO Institute for Statistics Daten übermitteln. Innerhalb der OECD nehmen die EU-Länder den größten Anteil (35 %) an internationalen Studenten auf. Auf der Ebene der einzelnen Länder nahmen im Jahr 2013 die Vereinigten Staaten die größte Zahl auf (19 % der Gesamtzahl), gefolgt vom Vereinigten Königreich (10 %), Australien und Frankreich (6 %), Deutschland (5 %), Kanada und Japan (beide 3 %) und unter den aufstrebenden Volkswirtschaften mit Daten lediglich die Russische Föderation (3 %). Mehr als 10 % aller Studenten stammten 2015/16 aus dem Ausland im EU-Raum in Dänemark, Luxemburg, den Niederlanden, Österreich (und der Schweiz). Bis zum Jahr 2021 sind noch Tschechien und Ungarn, Lettland und Estland, Portugal und knapp auch Deutschland hinzugekommen. Das Vereinigte Königreich gehörte stets in die Spitzengruppe. Ins Ausland gingen zum Studium aus der EU am meisten Studenten in Griechenland und im UK.